# جان سومگی
جان سومگی (انگلیسی: John Sumegi؛ زادهٔ ۲۷ اکتبر ۱۹۵۴) قایقران کانو اهل استرالیا است.
وی در مسابقات کشوری و بین‌المللی در مجموع برندهٔ ۲ مدال نقره شده است.